# Malayopython
Genre
Synonymes
- Broghammerus Hoser, 2004

Malayopython est un genre de serpents de la famille des Pythonidae. 

## Répartition
Les deux espèces de ce genre se rencontrent dans de nombreux pays bordant l'océan Indien.

## Description
Ce sont des serpents constricteurs ovipares.

## Liste d'espèces
Selon The Reptile Database (23 avril 2014) :
- Malayopython reticulatus (Schneider, 1801) - Python réticulé
- Malayopython timoriensis (Peters, 1876) - Python de Timor

## Taxinomie
Les espèces de ce genre étaient classées (et le sont encore selon les classifications utilisées) dans les genres Morelia ou Python. Elles ont été déplacées dans un genre distinct à la suite d'analyses génétiques indiquant que ces deux espèces sont paraphylétiques par rapport aux autres espèces. Le genre Broghammerus a par la suite été invalidé.

## Publications originales
- Hoser, 2004 : A reclassification of the pythoninae including the descriptions of two new genera, two new species and nine new subspecies. Part II. Crocodilian, vol. 4, no 4, p. 21-40.
- Reynolds, Niemiller & Revell, 2014 : Toward a Tree-of-Life for the boas and pythons: Multilocus species-level phylogeny with unprecedented taxon sampling. Molecular Phylogenetics and Evolution, vol. 71, p. 201–213.